# Królowa miecza
Królowa miecza (ang. Queen of Swords, 2000–2001) – hiszpańsko-kanadyjsko-brytyjski serial przygodowy stworzony przez Davida Abramowitza i Lindę Lukens.
Światowa premiera serialu miała miejsce 7 października 2000 roku i był emitowany do 2 czerwca 2001 roku. W Polsce serial nadawany był dawniej na kanale TVP1.

## Obsada
- Tessie Santiago jako Doña María Teresa "Tessa" Alvarado / Królowa miecza
- Paulina Gálvez jako Marta
- Valentine Pelka jako Luis Ramirez Montoya
- Anthony Lemke jako kapitan Marcus Grisham
- Peter Wingfield jako doktor Robert Helm
- Elsa Pataky jako Señora Vera Hidalgo
- Tacho Gonzalez jako Don Gaspar Hidalgo

Gościnnie m.in. Bo Derek, David Carradine, Sung-Hi Lee, Elizabeth Gracen, Cyrielle Clair, Ralf Moeller, Simon MacCorkindale.

## Spis odcinków
| N/o            | Tytuł polski              | Tytuł angielski      |
| -------------- | ------------------------- | -------------------- |
|                |                           |                      |
| SERIA PIERWSZA |                           |                      |
|                |                           |                      |
| 01             | Przeznaczenie             | Destiny              |
|                |                           |                      |
| 02             | Śmierć królowej           | Death to the Queen   |
|                |                           |                      |
| 03             | Epidemia                  | Fever                |
|                |                           |                      |
| 04             | Zemsta                    | Vengeance            |
|                |                           |                      |
| 05             |                           | The Witness          |
|                |                           |                      |
| 06             | Pojedynek z cudzoziemcami | Duel with a Stranger |
|                |                           |                      |
| 07             | Rabusie                   | Running Wild         |
|                |                           |                      |
| 08             | Honor ojca                | Honor Thy Father     |
|                |                           |                      |
| 09             |                           | Counterfeit Queen    |
|                |                           |                      |
| 10             |                           | The Serpent          |
|                |                           |                      |
| 11             | Pakt                      | The Pact             |
|                |                           |                      |
| 12             | Emisariusz                | The Emissary         |
|                |                           |                      |
| 13             | Porwanie                  | Kidnapped            |
|                |                           |                      |
| 14             | Wizyta stryja             | The Uncle            |
|                |                           |                      |
| 15             | Uciekinierzy              | Runaways             |
|                |                           |                      |
| 16             |                           | The Hanged Man       |
|                |                           |                      |
| 17             | Powrót                    | The Return           |
|                |                           |                      |
| 18             | Oszuści                   | The Pretender        |
|                |                           |                      |
| 19             | Łapać złodzieja           | Take's a Thief       |
|                |                           |                      |
| 20             |                           | The Dragon           |
|                |                           |                      |
| 21             |                           | End of Days          |
|                |                           |                      |
| 22             | Zdrada                    | Betrayed             |
|                |                           |                      |